# Рамення (Старицький район)
Рамення (рос. Раменье) — присілок в Старицькому районі Тверської області Російської Федерації.
Населення становить 0 осіб. Входить до складу муніципального утворення сільське поселення станція Стариця.

## Історія
Від 2005 року входить до складу муніципального утворення сільське поселення станція Стариця. Раніше населений пункт належав до Старицького сільського округу.

## Населення
| 2008 | 2010 |
| ---- | ---- |
| 3    | ↘0   |